# Liptovský Trnovec
Liptovský Trnovec (allemand : Tharnowitz, hongrois : Tarnóc) est un village de Slovaquie situé dans la région de Žilina.

## Histoire
La première mention écrite du village date de 1283.

## Démographie

### Évolution de la population
| Année:               | 1994. | 2004.   | 2014.   | 2024.    |
| -------------------- | ----- | ------- | ------- | -------- |
| Nombre de personnes: | 545   | 541     | 555     | 633      |
| Différence:          |       | -0,73 % | +2,58 % | +14,05 % |

| Année:               | 2023. | 2024.   |
| -------------------- | ----- | ------- |
| Nombre de personnes: | 616   | 633     |
| Différence:          |       | +2,75 % |